# VNV Nation
VNV Nation – brytyjski zespół tworzący muzykę określaną mianem futurepop, a będącą połączeniem techno oraz synth popu.
W rzeczywistości twórczość Ronana Harrisa i Marka Jacksona przeszła metamorfozę z neoklasycyzującego, "dyskotekowego" electronic body music w ewidentnie lżejsze, bardziej przystępne dla przeciętnego słuchacza brzmienia. Mimo to, VNV Nation bardzo często identyfikuje się ze sceną industrialną.
Członkami zespołu są Ronan Harris i Marc Jackson. Ronan Harris jest rodowitym Irlandczykiem i pochodzi z Dublina. Marc jest Anglikiem i mieszka w Londynie.
Skrót VNV oznacza Victory, not Vengeance (ang. zwycięstwo, nie zemsta). Ronan tłumaczy to motto jako próbę przekazania, iż człowiek powinien dążyć do nowych osiągnięć, zamiast pogrążać się w gorzkim żalu. VNV Nation porusza sprawy kulturowe, religijne, polityczne bądź uczuciowe. Nierzadko kluczem do zrozumienia przekazów zawartych w tekstach Ronana Harrisa jest fakt, iż jest on człowiekiem bardzo uduchowionym, nie narzuca jednak odbiorcom żadnego sposobu myślenia.

## Historia
Historia VNV Nation zaczyna się, gdy w 1990 roku Ronan Harris przeniósł się z Dublina do Londynu i zaczął tworzyć swoje pierwsze nagrania o znacznie bardziej tanecznym charakterze. Jeszcze w tym samym roku sam wyprodukował winyle "Body Pulse" oraz "Strength of Youth", a w końcu przeprowadza się do Toronto, gdzie nadal pracuje nad swoim projektem. Do Europy wraca pod koniec 1994 roku aby dokończyć swój materiał. W końcu, w 1995 roku podpisuje umowę z niemiecką wytwórnią Discordia i wydaje swój pierwszy pełny album na CD, "Advance & Follow". Mniej więcej w tym samym czasie do zespołu dołącza się Mark Jackson jako perkusista w występach na żywo.
Trzy lata później VNV Nation z niemiecką wytwórnią Off-Beat wydaje swój drugi album, "Praise the Fallen", a już trzy miesiące później kolejny album "Solitary". Od tego momentu twórczość VNV znacznie się zmienia - bit staje się lżejszy, a muzyka i teksty przybierają znacznie głębszy i bardziej refleksyjny charakter. W roku 1999 z Dependent Records wydany zostaje kolejny album, "Empires" podbijając serca słuchaczy i przez siedem tygodni plasując się na pierwszym miejscu w DAC, niemieckiej alternatywnej liście przebojów, jako najlepszy album w '99 roku. Praktycznie każdy następny singel i album VNV Nation osiąga podobne, mniejsze lub większe sukcesy w podobnych rankingach na całym świecie. Dodatkowo wypuszczone zostają single "Standing" i "Darkangel".
W 2001 roku zostaje wydana zremasterowana i rozszerzona wersja "Advance and Follow" opatrzona dopiskiem (v2), jak również singel "Genesis" w czterech różnych wersjach. W tym samym roku odbywają się trasy koncertowe "Futureperfect", a w 2002 – album o tej samej nazwie i singel "Beloved" wydany w analogicznej do "Genesis" formie. Tym samym kończy się współpraca VNV Nation z Dependent Records, po czym w Ameryce odbywa się kolejna trasa koncertowa.
W roku 2003 Ronan i Mark zakładają własną wytwórnię "Anachron Sounds" celem zapewnienia VNV Nation niezależności artystycznej. Jako pierwszy wydany zostaje singel "Honour 2003". W rok później natomiast wydane zostaje DVD "Pastperfect" i zaczynają się prace nad albumem "Matter + Form" (często, również przez samych członków VNV Nation, zapisywanym z "and" zamiast plusa). Po 3 latach ciszy VNV Nation wyrusza na trasę koncertową po Stanach Zjednoczonych wraz z Coder 23, a niedługo później "Matter + Form" może w końcu ujrzeć światło dzienne. VNV po raz kolejny wyjeżdża w trasę koncertową zatytułowaną "Formation Tour" obejmującą  60 występów.
Obecnie trwają prace nad albumami "Reformation" i "Judgement". Planowany singel "Homeward" wraz z remiksami "Chrome" i innym dodatkowym materiałem ma być włączony do pierwszego z nich, który miał zostać wydany jeszcze w 2006 roku, co jednak z różnych powodów, m.in. prawnych, wciąż się przedłuża. "Judgement" z kolei, wraz z trasą koncertową go promującą, zaplanowany jest z góry na rok 2007.

## Dyskografia

### Albumy
- 1995 Advance and Follow
- 1998 Praise the Fallen
- 1999 Empires
- 2002 Futureperfect
- 2005 Matter + Form
- 2007 Judgement
- 2009 Of Faith, Power And Glory
- 2011 Automatic
- 2013 Transnational
- 2015 Resonance: Music For Orchestra Vol. 1
- 2018 Noire

### Single
- 1998 Solitary EP
- 1999 Darkangel (single)
- 2000 Standing
- 2001 Genesis (single) - wydany w czterech wersjach - edycja promocyjna (Genesis.0), dwa single (Genesis.1 i Genesis.2) i radio edition
- 2002 Beloved - wydany w czterech wersjach - edycja promocyjna (Beloved.0), dwa single (Beloved.1 i Beloved.2) i winyl z remiksami trance'owymi
- 2003 Honour 2003
- 2005 Chrome - wydany w formie do ściągnięcia jako mp3 na stronie grupy

### Inne
- 2000 Standing / Burning Empires - zestaw składający się z singla Standing i płyty z remiksami z albumu Empires
- 2001 Advance And Follow (v2) – rozszerzona i zremasterowana wersja Advance and Follow
- 2001 Cold (Rated 'R' Mix by MiG-29) – wydany w formie do ściągnięcia jako mp3 na stronie grupy
- 2004 Pastperfect (DVD) – zestaw dwóch płyt DVD z nagraniami z koncertów promujących Futureperfect z różnymi dodatkami, w limitowanej edycji z dodatkową płytą CD